# 1229

Els Estats croats (al voltant de 1229)

## Esdeveniments
Països Catalans
- 5 de setembre - Salou (el Tarragonès): sota les ordres del rei Jaume I, en surt l'estol que conquerirà Mallorca.[1]
- 10 de setembre - Calvià (Mallorca): desembarcament del rei Jaume I i les seves tropes a Santa Ponça.
- 12 de setembre - Calvià (Mallorca): els catalans derroten les tropes del soldà almohade Abu-l-Ala Idris al Mamun al Coll de sa Batalla (Calvià): comença la conquesta de l'illa.
- 31 de desembre - Palma: Jaume I entra vencedor a la ciutat després de conquerir Mallorca al soldà almohade Abu-l-Ala Idris al Mamun.

Món
- 12 d'abril - Meaux, Regne de França: Signatura del Tractat de Meaux-París entre Lluís IX i Ramon VII de Tolosa, posant fi així a la Croada albigesa.[2]
- 23 d'abril - Alfons IX de Lleó pren la ciutadella de Càceres després d'anys de setges.[3]

## Naixements
Països Catalans
Món13 d'abril - Heidelberg (Sacre Imperi)ː Lluís II del Palatinat, duc de Baviera i comte palatí del Rin (m. 1294).

## Necrològiques
Països Catalans
- 20 de novembre: Ermessenda de Rubió, abadessa del monestir de Vallbona de les Monges.[4]

Món
- Huy (Principat de Lieja), Hug de Pierrepont, príncep-bisbe